# Manuel Ascunce Domenech
Manuel Ascunce Domenech (25 de enero de 1945, Sagua la Grande-26 de noviembre de 1961) fue un profesor cubano que participó en la Campaña Nacional de Alfabetización en Cuba y fue asesinado por un grupo de rebeldes anticastristas.

## Vida
Ascunce Domenech vivió junto a su familia en La Habana, donde cursó su educación primaria y secundaria en el barrio Luyanó. A principios de la década de 1960 se incorporó a la Asociación de Jóvenes Rebeldes —establecida tras la Revolución cubana— y posteriormente se afilió como brigadista a la Campaña Nacional de Alfabetización en Cuba, específicamente a las Brigadas «Conrado Benítez». En su breve trayectoria como alfabetizador, se mudó a la sierra para impartir clases nocturnas, mientras que de día ayudaba en las labores del campo.
Fue asesinado a finales de 1961 por un grupo de rebeldes liderado por Julio Emilio Carretero mientras se alojaba en la vivienda del campesino Pedro Lantigua Ortega. Ascunce era considerado por los rebeldes como un agitador comunista y Lantigua como cómplice comunista. Los rebeldes también los acusaron de espías. Su asesinato ocasionó indignación en toda la isla.
Los asesinatos de Domenech y Lantigua no tenían justificación política, pues aunque ambos eran castristas, estaban desarmados, y Domenech era menor de edad. Entre los jefes de la Rebelión del Escambray hubo un repudio hacia este acto irresponsable.

## Legado
En diciembre de ese año fue recordado por el primer ministro Fidel Castro, al igual que otros jóvenes que murieron durante la Campaña Nacional de Alfabetización en Cuba. Posteriormente se erigió un monumento dedicado a su memoria en Sancti Spíritus, y en 1962 se inauguró el Hospital Manuel Ascunce, nombrado en su honor.